# Kulpahar
Kulpahar (Hindi: कुलपहाड़; auch Kul Pahar) ist eine Kleinstadt mit etwa 25.000 Einwohnern in der Bundelkhand-Region im Distrikt Mahoba im Süden des nordindischen Bundesstaats Uttar Pradesh.

## Lage und Klima
Die Kleinstadt Kulpahar liegt ca. 135 km östlich von Jhansi bzw. 25 km westlich von Mahoba in einer Höhe von ca. 200 m. Das Klima ist trocken und warm; Regen (ca. 885 mm/Jahr) fällt nahezu ausschließlich während der sommerlichen Monsunmonate.

## Bevölkerung
| Jahr      | 1991   | 2001   | 2011   |
| Einwohner | 13.814 | 17.442 | 20.096 |

Ca. 85 % der Einwohner sind Hindus und etwa 13,5 % sind Moslems; der Rest entfällt auf andere Glaubensgemeinschaften (Jains, Sikhs, Christen, Buddhisten etc.) Man spricht Hindi und Bundeli.

## Wirtschaft
Die Region ist traditionell landwirtschaftlich orientiert. Seit geraumer Zeit wird auch Granitabbau betrieben. Das grobe, graue, rosafarbene oder rötliche Gestein enthält Spuren von Feldspat, Dolerit und Quarz. Durch die vielen verschieden gefärbten Granitarten ist die Nachfrage nach dem Baumaterial hoch. Die wichtigsten Vorkommen liegen unterirdisch und werden im Tagebau gefördert.

## Geschichte
Das Alter der Stadt ist unbekannt, eine Siedlung gab es wahrscheinlich schon im frühen Mittelalter; die Chandella-Dynastie errichtete vom 9. bis zum 12. Jahrhundert in der Umgebung der heutigen Stadt mehrere Tempel (mandira) und Stufenbrunnen (baolis), die jedoch allesamt während der muslimischen Invasion in Nordindien zerstört wurden. Danach gehörte der Ort zum Sultanat von Delhi (ab 1206) und zum Mogulreich (ab 1526). Um 1700 durch die Bundela-Rajputen (neu) gegründet; durch den Vertrag von Bassein (1802) fiel die Stadt an die Briten und wurde Hauptstadt eines eigenen Fürstenstaats im Bundelkhand-Gebiet der Central Indian Agency. Bis zur Schaffung des eigenständigen Distrikts Mahoba (1995) war Kulpahar Teil des Distrikts Hamirpur.

## Sehenswürdigkeiten
Die Ruine des palastartigen Forts befindet sich auf einem steilen Hügel in ca. 250 m Höhe; interessant sind mehrere Bauten und Skulpturen.
nähere Umgebung

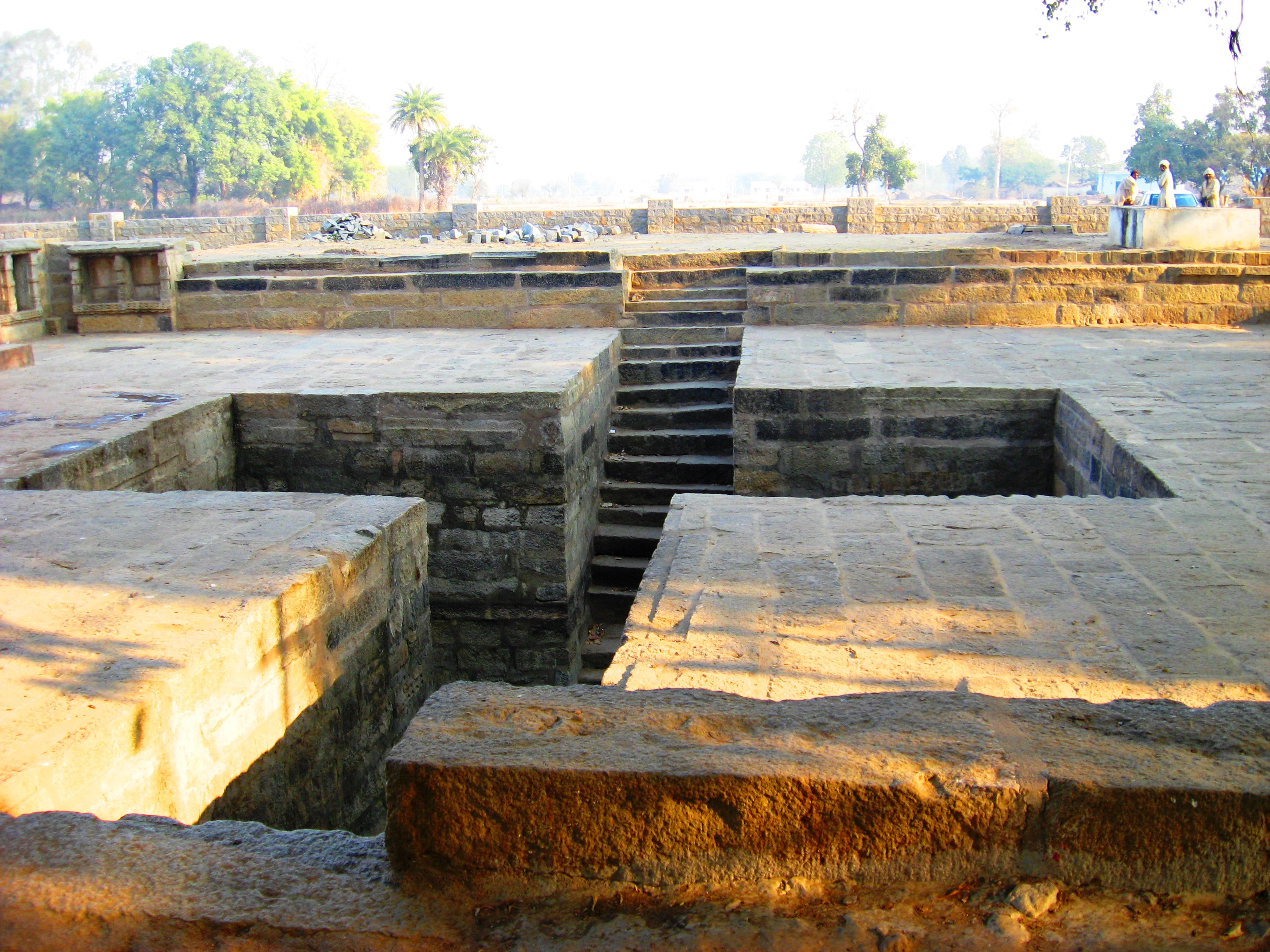
Stufenbrunnen oder Bad Yajna kund

In und um Kulpahar gibt es mehrere archäologische Fundstellen mit Bauten aus mittelalterlicher Zeit. Einige der Fundorte sind:  
- Senapati Mahal
- Yajna Mandap aus der Chandela-Zeit in der Nähe des Vorortes Akona
- Zitadelle des Senapati
- Raja Ka Tal
- Belasagar
- Tempelanlagen aus der Chandella-Zeit stehen in den Vororten Rawatpura, Salat und Akona.

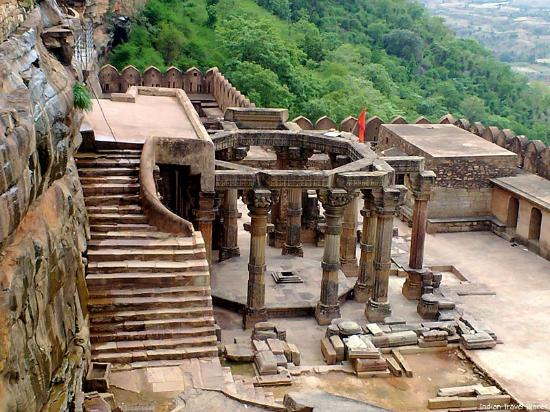
Tempelruine im Kalinjar-Fort

Ausflugsziele
- Charkhari: 15 km nördlich
- Mahoba: 25 km östlich
- Khajuraho: 80 km südwestlich
- Ajaigarh: 100 km südwestlich
- Panna: 120 km südwestlich
- Orchha: 125 km westlich
- Jhansi: 135 km westlich
- Kalpi: 140 km nordwestlich
- Chitrakoot: 150 km östlich
- Kalinjar: 150 km südöstlich